# 島津源蔵 (2代目)

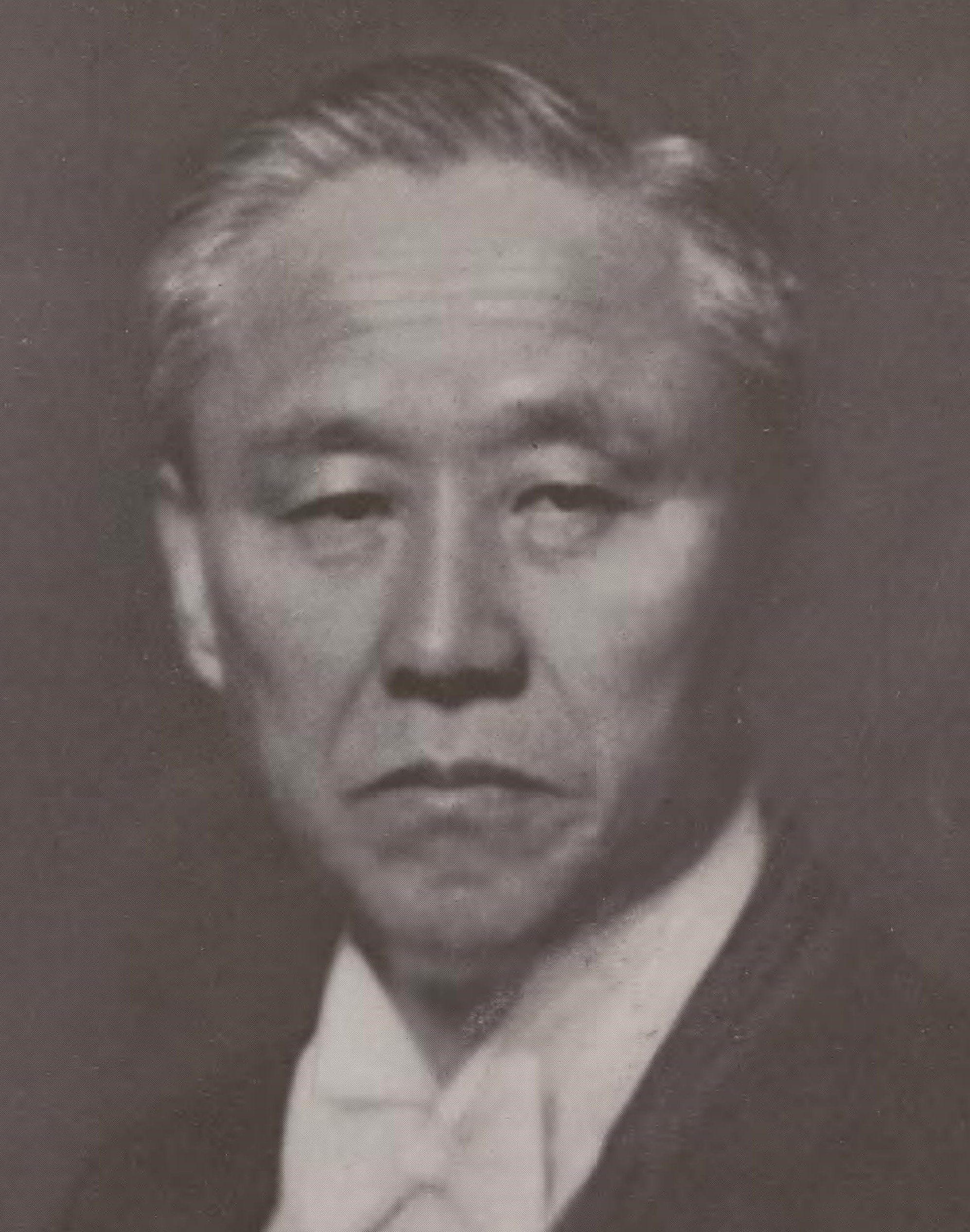
2代目島津源蔵

2代目島津 源蔵（しまづ げんぞう、明治2年6月17日〈1869年7月25日〉 - 昭和26年〈1951年〉10月3日）は、明治から昭和時代にかけての実業家、発明家。幼名は梅次郎。族籍は京都府平民。
島津製作所を創業した父の初代島津源蔵の後を継ぎ、同社の2代目社長を務めた。日本の十大発明家の一人として、1930年の宮中晩餐会に招待されている。

## 生涯

### 事業の継承、X線装置の商品化
旧暦明治2年6月（1869年7月）、京都木屋町二条で初代島津源蔵の長男・梅次郎として生まれる。1875年、6歳の時に父が島津製作所を創業。梅次郎も早くから科学知識に興味を持ち、1884年にウィムズハースト式誘導起電機（Wimshurst machine）を作製して翌年の京都勧業博覧会に出品し、文部大臣の森有礼から激励を受けた。
1894年に初代・源蔵が急死したため、梅次郎は2代目源蔵を襲名して事業を継承した。翌1895年には、ヴィルヘルム・レントゲンがX線を発見したのを受け、ストラスブルク大学でレントゲンと面識のあった第三高等学校教授の村岡範為馳とともにX線の研究に着手した。その結果、翌年には日本国内初のX線写真の撮影に成功し、翌1897年に教育用X線装置を商品化している。
また、1895年には教育用の人体模型、哺乳類・鳥類の標本の製造・販売を開始した。

### GS蓄電池の開発
一方、源蔵は1897年に京都帝国大学理工科大学から注文を受けて鉛蓄電池を作製し、これは後に改良され「GS蓄電池」（GSはGenzo Shimazu＝島津源蔵の頭文字から）となった。この蓄電池は日露戦争で徴発されて軍艦和泉でも使用され、1905年5月27日の日本海海戦では信濃丸から「敵艦見ゆ」の第一報を受けて旗艦の三笠に送信する歴史的役割を支えた。
1909年に島津製作所は初の国産医療用X線装置を作製し、これは国府台陸軍衛生病院（現・国立国際医療センター国府台病院）に納品された。また、同年にはシアトルのアラスカ・ユーコン太平洋博覧会で人体模型が大賞を受賞している。
さらにX線講習会を1921年から20年間開催し、1927年には国内初のX線技師養成所を本社内に設けるなど、X線技術の普及に努めた。なお、この養成所は京都医療技術短期大学を経て京都医療科学大学となっている。

### 電池の新発明

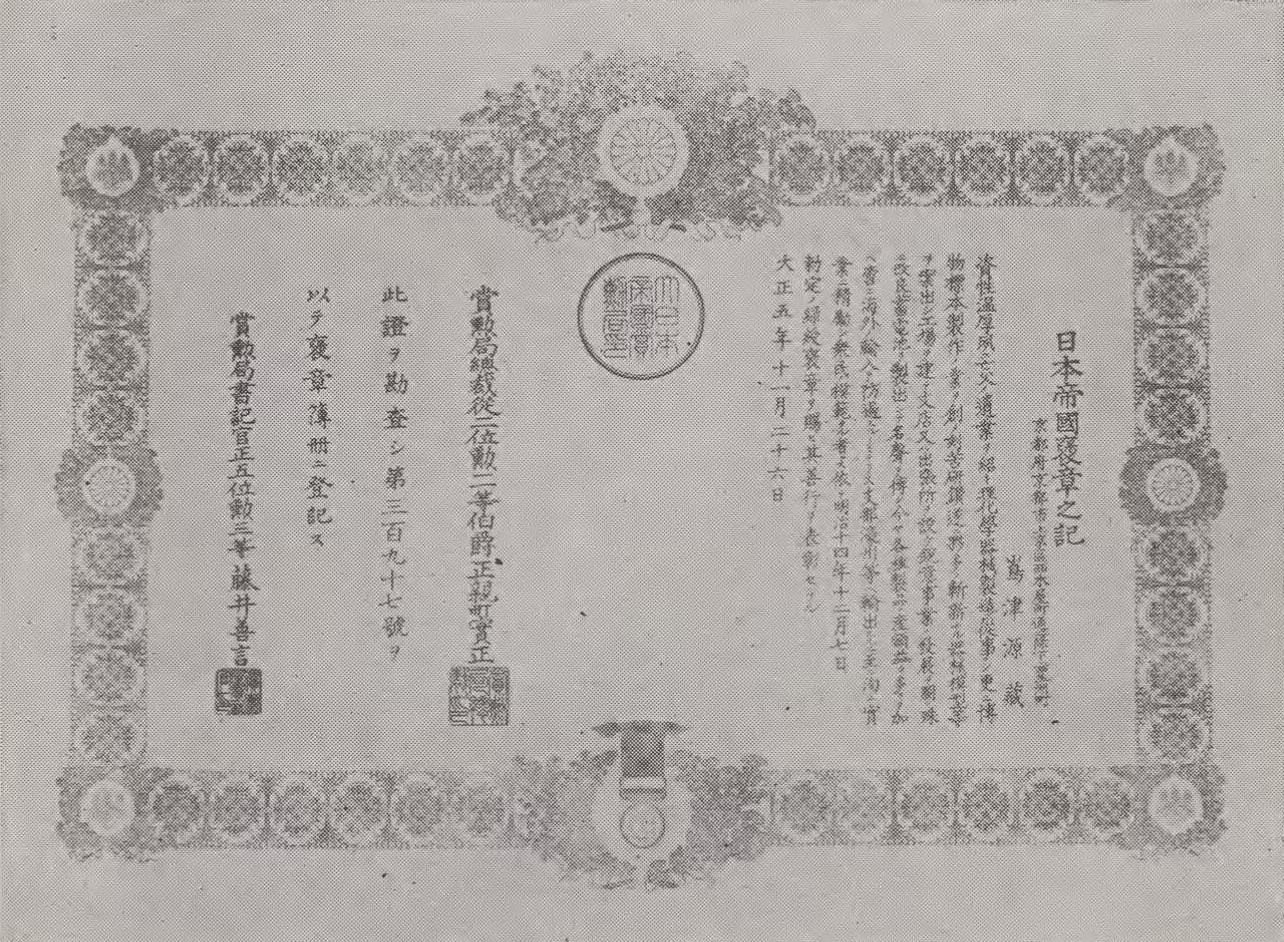
緑綬褒章の記（1916年）

第一次世界大戦が勃発するとドイツからの蓄電池輸入が途絶えたため、三菱・大倉財閥や京都財界によって島津製作所の蓄電池工場は独立する事になり、1917年に日本電池株式会社（現・ジーエス・ユアサコーポレーション）が設立された。また、源蔵は前年の1916年に緑綬褒章を受章している。
源蔵はこの会社でも開発の指揮を取り、1920年に円筒中に鉛の塊を入れて送風しながら回転して亜酸化鉛（Pb2O）を生成する「易反応性鉛粉製造法」を発明した。これによって1923年の第3回発明品博覧会・電気工業の部で大賞を受賞した。さらにこの亜酸化鉛粉から防錆剤を作り、それを扱う大日本塗料株式会社が1929年に独立した。
「易反応性鉛粉製造法」では国内およびアメリカ、イギリス、フランス、ドイツなどで特許を取得し、これをはじめとする発明の業績により、源蔵は1930年の宮中晩餐会に御木本幸吉らとともに日本の十大発明家の一人として招待された。1937年（昭和12年）には電池を動力とする輸送機を製造する日本輸送機株式会社（現・三菱ロジスネクスト株式会社）が設立されている。
1939年、島津製作所の社長を退き会長となった。さらに1945年の太平洋戦争終結を機に会長職も引退し、京都市左京区北白川の山荘で発明に専念した。生涯の発明考案は178件に上る。1951年10月3日、82歳で死去。

## 栄典
位階・勲章
- 1928年（昭和3年）11月10日 - 勲五等瑞宝章[2]
- 1951年（昭和26年）10月3日 - 正五位[3]、勲三等瑞宝章[4]

外国勲章佩用允許
- 1944年（昭和19年）5月1日 - タイ王国：白象第四等勲章[5]

## 家族・親族

### 島津家

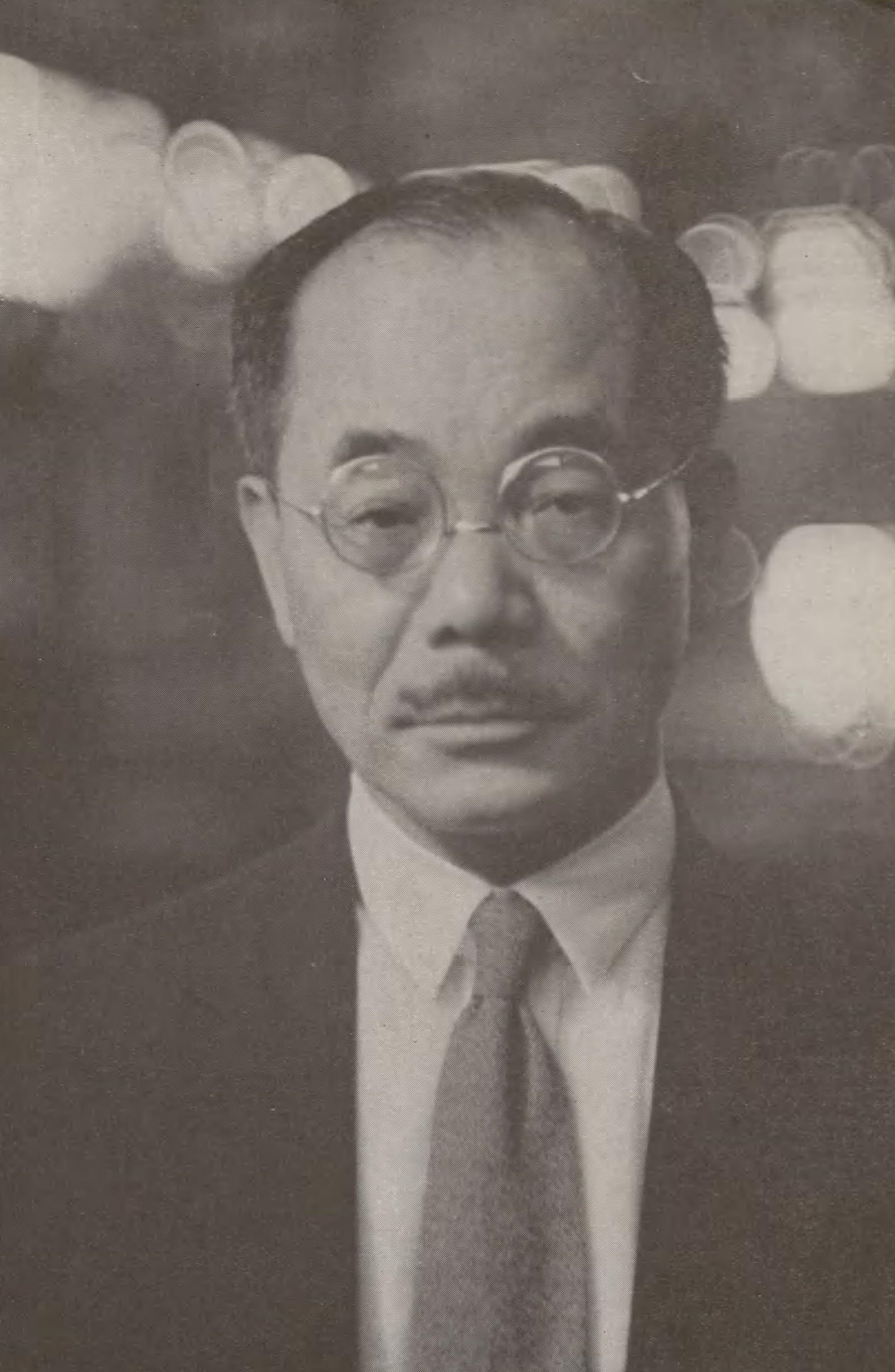
島津源吉

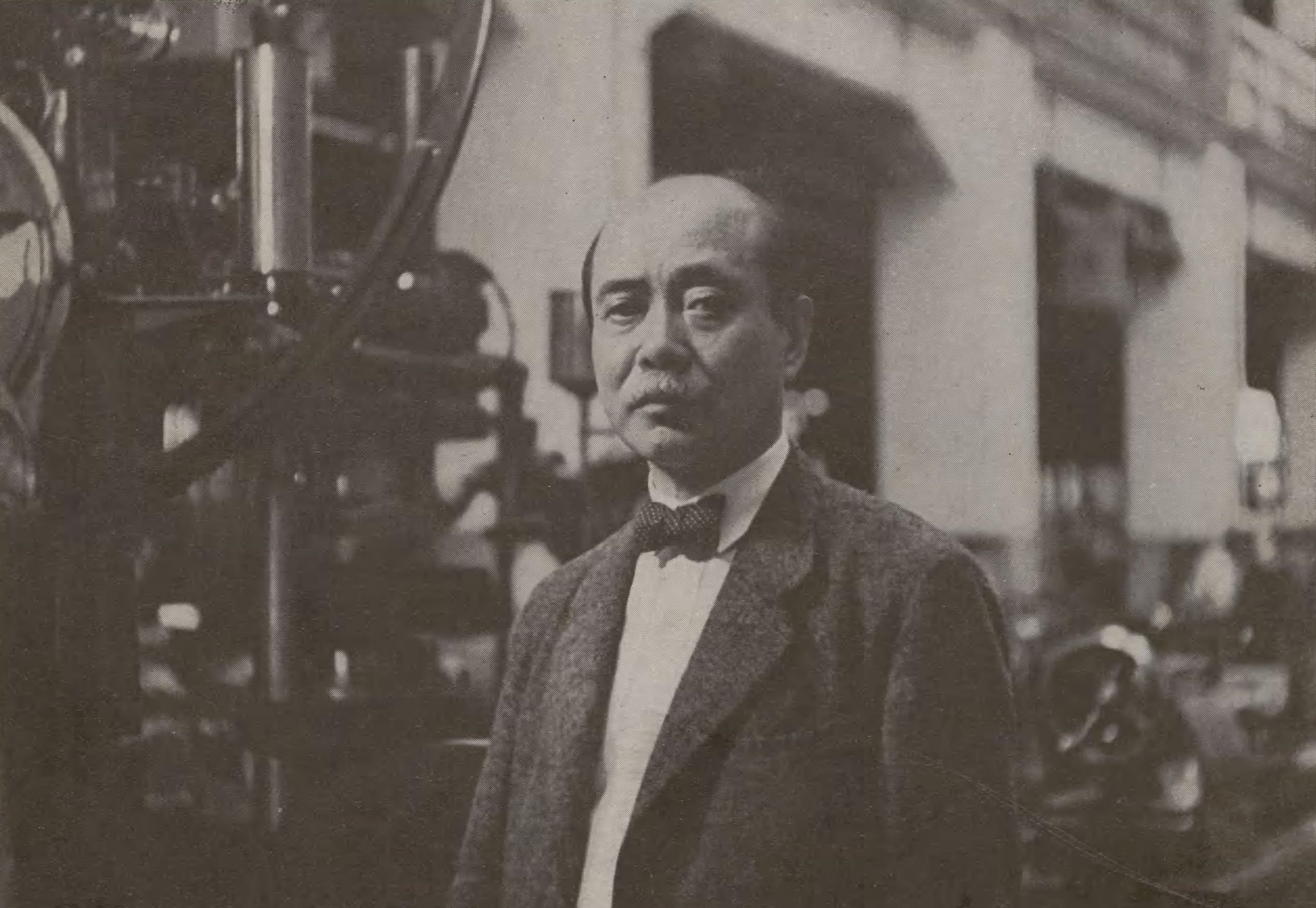
島津常三郎

- 父：源蔵（初代）[1]
- 弟：源吉[1] (1877–1961) - 島津製作所社長。娘婿に刑部人。孫(長男の娘)の夫に養命酒製造社長・塩澤崇浩。[6]
- 弟：常三郎（1883–1971） ‐ 島津製作所副社長。娘婿に藤井彦四郎の二男繁次郎と上西亮二。[6]
- 妹：ひさ[1]（1891–?） ‐ 島津製作所社長・鈴木庸輔の妻。[6]
- 妻：ツル[1]（1872–?） ‐ 京都府綴喜郡の素封家・乾久次郞の次女。[7][8]
- 女：まち[1]（1897–?） ‐ 桃谷順天館創業者・桃谷政次郎の二男幹次郎の妻。京都府立第一高等女学校出身。[9][6]
- 長男：良蔵[1]（1901–1970） - 島津マネキン・七彩工芸創業者。京都科学標本社長。
- 男：敬三[1]
- 女：英[1] ‐ 武井悌四郞の二男陸雄の妻。京都府立第一高等女学校出身。[7][6]
- 庶子：しづ
- 庶子：和 ‐ 京都市立高等女学校出身。[7]